# RK Celje
RK Celje é um clube de handebol de Celje, Eslovênia. O clube foi fundado em 1947, competindo inicialmente na liga local. Foi campeão europeu em 2004.

## Títulos

### EHF
- 2003-2004

### Liga Eslovena
- (22): 1991–92, 1992–93, 1993–94, 1994–95, 1995–96, 1996–97, 1997–98, 1998–99, 1999–2000, 2000–01, 2002–03, 2003–04, 2004–05, 2005–06, 2006–07, 2007–08, 2009–10, 2013–14, 2014–15, 2015-16, 2016-17, 2017-18

## Ligações Externas
- Sítio Oficial
- página na EHF